# Loop (canção de Sarah Bonnici)
"Loop" é uma canção da cantora maltesa Sarah Bonnici que irá representar Malta no Festival Eurovisão da Canção 2024, após vencer a final nacional Malta Eurovision Song Contest.

A canção atuou na 2ª semifinal, mas não foi apurada para a final.